# محمد عبد اللطيف الحمد
محمد عبد اللطيف الحمد (1922 -) وزير العدل الكويتي السابق مُنذ عام 1971 حتى 1975.

## سيرته
تلقى تعليمه في المدرسة المباركية، عين سفيراً في وزارة الخارجية الكويتية (28 يونيو 1962)، كما عين سفير الكويت لدى السودان (6 يناير 1963)، وفي (18 يناير 1964) عين كاول سفير كويتي لدى العراق، وفي عام 1971 اختير وزيرا للعدل.